# 제837수송대대
제837수송대대(837th Transportation Battalion)는 주한 미군이 관할하는 부산항 제8번 부두를 운영하고 있는 지상전개 및 분배사령부 소속 미국 육군 수송대의 수송터미널대대이다.
대한민국에는 조선의 역사에서 임진왜란 당시에 조선 수군을 지위하던 이순신 장군의 주도로 건조되어 주력 함선으로 운영했던 거북선을 상징물로 삼아서 미국인 군무원인 가이 캠벨에 의해 디자인된 엠블럼을 채용한 부대로 알려져 있다. 공식적인 별명은 "Kargo King→화물왕".

## 역사
1950년 한국 전쟁이 발발하자, 일본에서 제809임시항만사령부로 편성되어 부산에 투입되었다. 제2군수사령부에 예속되어 부산 항만을 운영하였다. 전쟁 도중 제7주요항구대로 개편되었고, 한국 전쟁 휴전 협정이 맺어진 1953년 7월 6일부터 군항의 크기가 작아져 1955년 8132부대 제2수송터미널사령부의 부산 출항만대로 재편성되었다.
1967년에는 베트남 전쟁 동안 부산 항만운영대로서  한반도에서 베트남으로 파견되는 부대 혹은 후송되어 온 군수품을 싣거나 내렸고, 전쟁이 막바지에 이른 1971년에 인천항의 제202수송터미널대대(202nd Transportation Battalion (Terminal))가 해산하면서 한반도에 남은 유일한 해양 터미널 운영부대가 되었다.
1997년 10월 1일, 제837수송대대로 개편과 동시에 제599수송터미널단으로 예속되었다.
2006년까지 부산광역시 캠프 하야리아가 폐쇄되기 전까지 주둔하였고, 이후 대구광역시 캠프 헨리로 본부를 옮겼다.
현재 부산 제8부두를 운영하고 있으며, 국군수송사령부 예하 항만운영단, 국토안보부 부산사무소와 협력 관계를 맺고 있다.

## 부대
- 제76수송분견대 (화물 감독)
- 제195수송분견대 (화물 문서화)
- 제352수송분견대 (계약 감독)
- 제596수송분견대 (화물 문서화)

## 기록

### 소속
- 제2군수사령부, 1950년
- 제599수송터미널단, 1997년 10월 1일

### 계보
- 1950년, 809th Port Command (Provisional)
→제809임시항만사령부
- 195?년, 7th Major Port
→제7요항만대
- 1955년, Pusan Outport
→부산 출항만대
- 1967년, U.S. Army Port Operations Pusan
→부산 항만운영대
- 1981년 10월 1일, Military Traffic Management Command Terminal-Pusan
→MTMC-부산 터미널
- 1993년 1월 1일, 1317th Medium Port Command
→제1317중형항만사령부
- 1997년 10월 1일, 837th Transportation Battalion
→제837수송대대

### 스트리머
| 스트리머             | 내역                                    | 명령서                                     |
| -------------------- | --------------------------------------- | ------------------------------------------ |
| 대한민국 대통령 표창 | 한국, 1950년 9월 19일 ~ 1952년 7월 31일 | 제7요항만대, 육군부 1953년 일반명령 제33호 |

## 참고
1. ↑  전현석 (2016년 6월 16일). “부대 로고로 '거북선' 쓰는 주한 미군부대”. 조선일보. 2017년 2월 19일에 확인함.
2. ↑  오미정 (2010년 3월 17일). “키 리졸브 연습과 부산 <2010 키 리졸브/독수리 연습 ⑥>”. 통일뉴스. 2017년 2월 19일에 확인함.
3. ↑  “General Orders No. 33” (PDF) (영어). Washington D.C.: Department of The Army. 1953년 4월 13일. 9쪽. 2019년 12월 8일에 원본 문서 (PDF)에서 보존된 문서. 2019년 12월 31일에 확인함.

- “837th Transportation Battalion”. 《globalsecurity.org》 (영어). 2023년 5월 21일에 확인함.